# Polistes insepultus
Polistes insepultus är en getingart som beskrevs av Giordani Soika 1976. Polistes insepultus ingår i släktet pappersgetingar, och familjen getingar. Inga underarter finns listade i Catalogue of Life.